# Campionati del mondo di ciclismo su strada 1922
I Campionati del mondo di ciclismo su strada 1922 si disputarono a Liverpool, nel Regno Unito di Gran Bretagna e Irlanda, il 3 agosto 1922.
Fu assegnato il titolo Uomini Dilettanti, gara di 161,000 km.

## Medagliere
| Pos.   | Nazione     | Oro | Argento | Bronzo | Totale |
| ------ | ----------- | --- | ------- | ------ | ------ |
| 1      | Regno Unito | 1   | 1       | 1      | 3      |
| Totale | Totale      | 1   | 1       | 1      | 3      |

## Sommario degli eventi
| Eventi                 | Oro                    | Tempo    | Argento                  | Tempo   | Bronzo                    | Tempo   |
| Uomini Dilettanti      |                        |          |                          |         |                           |         |
| Gara in linea dettagli | Dave March Regno Unito | 5h02'27" | W.T. Burkill Regno Unito | a 1'20" | Charles Davey Regno Unito | a 5'27" |